# Омаров, Гаджимурад Арипович
Гаджимурад Арипович Омаров (8 сентября 2001) — российский дзюдоист, призёр чемпионата России.

## Спортивная карьера
Тренируется в иркутском клубе «Мори», под руководством Эргаша и Фотеха Махмадбековых. В августе 2017 года в Нальчике стал бронзовым медалистом Всероссийских соревнований памяти мастера спорта СССР Куанча Бабаева. В октябре 2017 года в городе Балаково Саратовской области стал серебряным призером на первенстве Вооруженных сил России. В конце февраля 2021 года в Карсноярске занял второе место на первенстве СФО по дзюдо среди юниоров до 23 лет. 29 сентября 2021 года ему было присвоено звание мастер спорта России. В апреле 2022 года в Тюмени, в финале Первенства России среди юниоров до 23 лет уступил Егору Радионову из Красноярского края, став серебряным призёром. 18 октября 2024 года в Сочи, стал бронзовым призёром чемпионата России.

## Спортивные достижения
- Чемпионат России по дзюдо 2024 — ;